# Staple Island
Staple Island är en ö i Storbritannien.   Den ligger i grevskapet och kommunen Northumberland i riksdelen England, i den centrala delen av landet, 500 km norr om huvudstaden London.